# Xainza
| Tibetische Bezeichnung                    |
| ----------------------------------------- |
| Tibetische Schrift: ཤན་རྩ་རྫོང               |
| Wylie-Transliteration: shan rtsa rdzong   |
| Offizielle Transkription der VRCh: Xainza |
| THDL-Transkription: Shentsa               |
| Andere Schreibweisen: Shantsa, Shäntsa    |
| Chinesische Bezeichnung                   |
| Traditionell: 申扎縣                      |
| Vereinfacht: 申扎县                       |
| Pinyin:Shēnzhā Xiàn                       |

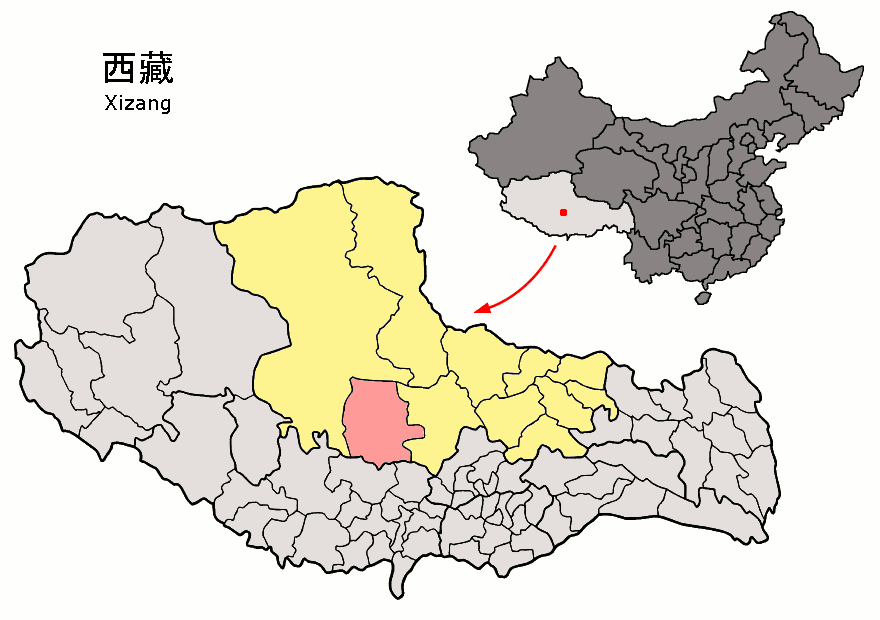
Lage von Xainza (rosa) in Nagqu (gelb) innerhalb von Tibet (hellgrau)

Xainza (tibetisch: ཤན་རྩ་རྫོང, Umschrift nach Wylie: shan rtsa rdzong, auch Shentsa Dzong) ist ein chinesischer Kreis des Regierungsbezirks Nagqu im Autonomen Gebiet Tibet.
Xainza hat eine Fläche von 25.627 km² und 21.768 Einwohner (Stand: Zensus 2020). Im Jahr 2003 hatte Xainza 16.487 Einwohner.
In Xainza gibt es ein Naturschutzgebiet, in dem rund 120 Vogelarten vorkommen.

## Administrative Gliederung
Auf Gemeindeebene setzt sich der Kreis aus zwei Großgemeinden und sechs Gemeinden zusammen. Diese sind (amtl. Schreibweise / Chinesisch):
- Großgemeinde Xainza 申扎镇
- Großgemeinde Xungmai 雄梅镇
- Gemeinde Tarma 塔尔玛乡
- Gemeinde Bazha 巴扎乡
- Gemeinde Kyag 恰乡
- Gemeinde Xago 下过乡
- Gemeinde Maiba 买巴乡
- Gemeinde Maryo 马跃乡

## Klima
|                        | Jan   | Feb   | Mär   | Apr  | Mai  | Jun  | Jul  | Aug  | Sep  | Okt  | Nov   | Dez   |   |      |
| Mittl. Temperatur (°C) | −11,2 | −8,0  | −4,3  | −0,2 | 4,2  | 9,2  | 9,7  | 9,5  | 7,4  | 0,0  | −5,6  | −9,3  | ⌀ | 0,1  |
| Mittl. Tagesmax. (°C)  | −3,2  | −0,8  | 3,8   | 6,5  | 11,1 | 15,3 | 14,9 | 14,4 | 12,7 | 6,8  | 1,9   | −1,1  | ⌀ | 6,9  |
| Mittl. Tagesmin. (°C)  | −18,5 | −15,1 | −12,3 | −6,9 | −2,8 | 3,1  | 4,9  | 4,5  | 2,1  | −6,8 | −13,1 | −17,2 | ⌀ | −6,5 |
|                        |       |       |       |      |      |      |      |      |      |      |       |       |   |      |
| Niederschlag (mm)      | 0,0   | 3,0   | 0,0   | 4,0  | 22,0 | 50,0 | 84,0 | 98,0 | 57,0 | 12,0 | 2,0   | 0,0   | Σ | 332  |

| −18,5 |

| −15,1 |

| −12,3 |

| −6,9 |

| −2,8 |

| 3,1 |

| 4,9 |

| 4,5 |

| 2,1 |

| −6,8 |

| −13,1 |

| −17,2 |

| −18,5 |

| −15,1 |

| −12,3 |

| −6,9 |

| −2,8 |

| 3,1 |

| 4,9 |

| 4,5 |

| 2,1 |

| −6,8 |

| −13,1 |

| −17,2 |

## Sonstiges
Nach dem Verwaltungskreis ist der Krater „Xainza“ auf dem Mars benannt.